# Lech Głuchowski
Lech Jerzy Głuchowski ps. Jeżycki (ur. 1902 w Rakowie pod Częstochową, zm. 15 września 1944 w Warszawie) – dowódca 7 pułku ułanów Lubelskich AK kryptonim Jeleń

## Życiorys

### Wczesne lata
Syn Mariana i Marii z Ziółkowskich. Urodzony w 1902 roku w Rakowie pod Częstochową. Szkoły średnie w Radomsku, a następnie w Łodzi. Członek POW. W 1918 roku, jako 16-letni chłopiec, bierze udział w rozbrajaniu Niemców. W następnym roku spędza wakacje na froncie w szeregach 7 pułku ułanów Lubelskich, dowodzonego przez jego brata, wówczas majora, Janusza Głuchowskiego. W lecie 1920 roku zgłasza się jako ochotnik do 7 pułku i bierze udział w walkach szwadronu zapasowego na północ od Płocka, gdzie szwadron jest odcięty przez kilka tygodni. Po Bitwie Warszawskiej wraz ze szwadronem dołącza do pułku i bierze udział w końcowych walkach.

### Lata pokoju
Długotrwała choroba sprawia, że dopiero w 1922 roku może rozpocząć studia na Akademii Rolniczej w Bydgoszczy. Po studiach kończy Szkołę Podchorążych Rezerwy Kawalerii. Po odbyciu praktyki rolnej obejmuje dzierżawę majątku Mały Obzyr nad Stochodem, a następnie w 1930 roku administrację dóbr ordynacji Branickich w miejscowości Roś. Jest czynny w pracy społecznej i przysposobienia wojskowego, organizuje w Rosi oddział „Strzelca”.

### II wojna światowa
We wrześniu 1939 zgłasza się ochotniczo do pułku i odbywa całą kampanię w 4 szwadronie 7 puł, który to szwadron po bitwie pod Suchowolą, przebija się w kierunku walczącej Warszawy. O jej kapitulacji dowiadują się dopiero 2 października. Kierują się wówczas w strony Mińska Mazowieckiego, gdzie 9 października następuje rozwiązanie szwadronu i zakopanie broni. Następnie rusza do Warszawy, gdzie nawiązuje kontakt z ZWZ, początkowo działając w „Strzelcu”, by z kolei pracować nad odtworzeniem 7 puł. Lubelskich AK kryptonim Jeleń, w którym zostaje zastępcą dowódcy pułku. W 1944 awansowany na rotmistrza. 17 lipca 1944 obejmuje dowództwo pułku, równocześnie dowodząc jego warszawskim I dywizjonem. 1 sierpnia 1944 dowodzi natarciem dywizjonu „Jeleń” na Aleję Szucha, by następnie, z grupą pozostałych przy życiu ułanów, przedrzeć się na Mokotów. Tam dowodzi resztkami dywizjonu, biorąc między innymi udział w natarciu na szkołę przy ul. Woronicza. 21 sierpnia obejmuje dowództwo rejonu Sadyby, gdzie Jeleń stanowi trzon obrony, i podczas której znów ponosi krwawe straty. Po wycofaniu się na Mokotów, 15 września 1944 w czasie obrony przeciw natarciu niemieckich czołgów w okolicy ulicy Dolnej zostaje śmiertelnie ranny i aby nie narażać pragnących go wynieść żołnierzy, pozbawia się życia strzałem w skroń. Pochowany w tymczasowej mogile, po ekshumacji spoczywa w grobie rodzinnym na cywilnym cmentarzu na Powązkach (kwatera 99-I-27).
Pośmiertnie awansowany do stopnia majora i odznaczony Krzyżem Virtuti Militari.

## Odznaczenia
- Krzyż Srebrny Orderu Wojennego Virtuti Militari
- Krzyż Walecznych
- Złoty Krzyż Zasługi z Mieczami
- Krzyż Armii Krajowej
- Medal Wojska